# Steve McCurry
Steve McCurry (24 de febrero de 1950) es un fotoperiodista estadounidense, mundialmente conocido por ser el autor de la fotografía La niña afgana, aparecida en la revista National Geographic en 1985.
Su carrera como fotógrafo comenzó con la Guerra de Afganistán (1978-1992). También ha cubierto otros conflictos internacionales, como la guerra entre Irak e Irán o la Guerra del Golfo.
Steve McCurry comenta respecto de su trabajo (cita del libro de Editorial Phaidon):

«En el retrato espero el momento en el que la persona se halla desprevenida, cuando afloran en su cara la esencia de su alma y de sus experiencias....
Si encuentro a la persona o el tema oportuno, en ocasiones regreso una, dos, o hasta media docena de veces, siempre esperando el instante justo. A diferencia del escritor, en mi trabajo, una vez que tengo hechas las maletas, ya no existe otra oportunidad para un nuevo esbozo. O tengo la foto o no. Esto es lo que guía y obsesiona al fotógrafo profesional, el ahora o nunca.
Para mí, los retratos de este libro transmiten un deseo de relación humana, un deseo tan fuerte que gente que sabe que no me volverá a ver nunca más se abre a la cámara, esperando que alguien lo observe al otro lado, alguien que ría o sufra con ella.»

## Estudios
McCurry empezó estudiando historia de la cinematografía en la Universidad Estatal de Pensilvania en 1968, pero terminó consiguiendo el diploma en artes escénicas, graduándose cum laude en 1974. Se interesó inmensamente por la fotografía cuando comenzó a tomar imágenes para el periódico de Pensilvania llamado "The daily collegian".[cita requerida]

## Carrera
Tras trabajar en King of Prussia, Pensilvania (lugar designado por el censo) durante dos años, se fue a la India para trabajar por su cuenta, en 1978. Tras un año allí, viajó al norte de Pakistán.[cita requerida]
Su carrera como fotógrafo comenzó con su cobertura de la guerra soviética. En Afghanistán, McCurry se disfrazó con las vestimentas del país para pasar inadvertido al trabajar, y sacó los carretes del país cosiéndolos entre la ropa. "Tan pronto como crucé el límite, me vi en medio de unas 40 casas y algunos colegios que acababan de ser bombardeados", dijo. "Estaban literalmente destrozando pueblos enteros con helicópteros de guerra".[cita requerida] Sus imágenes estuvieron entre las primeras que retrataron el conflicto y tuvieron una amplia circulación. Ese trabajo le hizo ganar la medalla de oro Robert Capa (Robert Capa Gold Medal) al mejor reportaje fotográfico en el extranjero, además, se publicaron en The New York Times, Time y Paris Match.[cita requerida]
McCurry continuó cubriendo conflictos internacionales: la guerra entre Irán e Irak, Beirut, Camboya, Filipinas, la guerra del Golfo y Afghanistán. Sobrevivió a un accidente de avión en Yugoslavia. Su trabajo se ha publicado en revistas en todo el mundo, y es un contribuyente asiduo de National Geographic. Es miembro de la agencia Magnum desde 1986.[cita requerida]
En su obra, McCurry se concentra en el dolor que causa la guerra en las personas. Trata de mostrar lo que hace la guerra pero no solo en el campo de batalla, sino también a las personas que viven en él. "La mayoría de mis imágenes se basan en las personas. Busco el momento inesperado, el momento en el que la esencia del alma asoma, la experiencia reflejada en la cara de una persona. Trato de captar qué es ser una persona, una persona atrapada en un paisaje de Guerra que podemos llamar la condición humana". Lo que McCurry quiere que los espectadores vean en sus fotografías es la "conexión humana entre todos nosotros". Él piensa que siempre hay algo en común entre todos los humanos a pesar de la religión, el idioma, el grupo étnico, etc. McCurry también afirma "Me he dado cuenta de que estoy completamente consumido por la importancia de la historia que estoy contando, el sentimiento de que el mundo debe de saber. Nunca es por la adrenalina, es por la historia". De todos modos, McCurry en ocasiones ha sido testigo de horribles escenas.[cita requerida]
Como equipo utiliza una Nikon D700 y una Hasselblad de formato medio. En una entrevista dice: "en tiempos pasados, solía usar objetivos de focal fija como un 28mm, un 35mm y un 50mm, pero actualmente estoy contento con los resultados de mi objetivo zoom Nikon 28-70, ya que creo que me da resultados nítidos."
Asentado en Nueva York, McCurry ofrece cursos fotográficos de fin de semana así como cursos de fotografía de dos semanas de duración en Asia.

## Fotografías
Su foto más reconocida es "La niña afgana", que muestra el rostro de una niña refugiada afgana. La imagen fue considerada como "la más reconocida" en la historia de la revista National Geographic, y su cara se volvió  célebre como portada en junio de 1985.
La foto también ha aparecido en panfletos, pósteres y calendarios de Amnistía Internacional. La identidad de la "niña afgana" fue desconocida durante al menos 15 años hasta que McCurry y un equipo de National Geographic localizaron a la mujer, Sharbat Gula, en el 2002.[cita requerida]
Steve McCurry aparece retratado en un documental televisivo titulado "The Face of Human Condition" ("la cara de la condición humana") de 2003, realizado por el francés Denis Delestrac.[cita requerida]
Aunque McCurry fotografía tanto en digital como en película, su preferencia es la película. Eastman Kodak permitió a McCurry fotografiar con el último rollo producido de Kodachrome, que fue procesado en julio de 2010 por Dwayne's Photo en Parsons, Kansas y cuyas fotografías se quedarán en el George Eastman House. La mayoría de las fotos, excluyendo algunos duplicados, han sido publicado en internet por la revista Vanity Fair.
En 2001 participó en una exposición de arte organizada por la agencia Leo Burnett con el pintor italiano Umberto Pettinicchio, en Lausana, en Suiza.[cita requerida]

### Manipulación fotográfica
El fotógrafo Paolo Viglione descubrió que una de las fotografías expuestas en el palacio "Venaria Reale" de Turín había sido retocada. Desde este descubrimiento en abril de 2016 se han descubierto más fotografías en las que realizó una manipulación fotográfica, lo que supone un quebranto al código deontológico del periodismo fotográfico.
En una entrevista de mayo de 2016 con PetaPixel, McCurry no negó específicamente haber hecho cambios, indicando que él define su trabajo como "cuenta historias visual" y "arte". Cuando se discutió este percance con un escritor de Time, McCurry tuvo una respuesta parecida en la que no sugirió que la manipulación hubiera sido hecha por otros sin su consentimiento.[cita requerida]